# Sainte-Marie-de-Chignac
Sainte-Marie-de-Chignac foi uma comuna francesa na região administrativa da Nova Aquitânia, no departamento Dordonha. Estendia-se por uma área de 11,85 km². Em 2010 a comuna tinha 591 habitantes (densidade: 49,9 hab./km²).
Em 1 de janeiro de 2017, passou a formar parte da nova comuna de Boulazac Isle Manoire.